# Matthias Fiedler
Matthias Kurt Robert Fiedler (* 21. April 1975 in Düsseldorf) ist ein deutscher Reporter, Journalist und Regisseur.

## Leben
Nach dem Abitur absolvierte er ein Volontariat bei der Stadtzeitung PRINZ. Von 1997 bis 1998 arbeitete er bei WDR Radio Eins Live. Im Anschluss arbeitete er siebeneinhalb Jahre als Redakteur und On-Air-Reporter bei ProSieben. Dort produzierte er Fernsehbeiträge für verschiedene Magazine. Fiedler setzte bei seinen Filmen darauf, dass die Zuschauer Spaß beim Zusehen haben sollen. Er nutzte bei seinen Berichten die Möglichkeit der versteckten Kamera und interviewte auch Stars auf dem roten Teppich.
2006 gründete Fiedler ein eigenes Unternehmen fiedlerfilm. Dennoch produzierte er weiter Beiträge und Reportagen für ProSieben, Kabel 1 und Sat.1. Da er nicht mehr von der ProSiebenSat.1 Media AG abhängig war, konnte er neue Kunden gewinnen, wie RTL und VOX. Für den BR produzierte Fiedler Beiträge für das Magazin quer. 2010 führte Fiedler bei der Sat1 Comedy Serie Das R-Team Regie. Dafür wurde er 2011 für den Grimme-Preis im Bereich Unterhaltung nominiert.
Seit 2010 ist er bei Galileo auf ProSieben als Reporter tätig. Er ist u. a. in den Rubriken „Tech-Check“, wo er über neue Techniktrends berichtet, und in „Leben extrem“ zu sehen.
Fiedler wohnt in München und hat zwei Kinder.

## Fernsehtätigkeit
- 1999–2006: Redakteur bei taff
- 2007–2009: Reportagen für quer
- 2008–2010: Freier Autor und Realisator für Filmpool Film- und Fernsehproduktion GmbH
- 2010: Regisseur für Comedy Serie R-Team
- Seit 2006: Freier Autor und Realisator für Janus TV
- Seit 2006: Freier Produzent für Galileo
- Seit 2010: Reporter bei Galileo für die Rubriken „Tech-Check“ und „Leben extrem“